# Дядюшка Ау
«Дядюшка Ау» — цикл из трёх советских кукольных мультфильмов, снятых в 1979 году режиссёрами Иосифом Доукшей, Майей Бузиновой, Лидией Суриковой и Марией Муат по мотивам повести финского писателя Ханну Мякеля — «Господин Ау» (в литературном пересказе Эдуарда Успенского). Создание цикла (как и советско-финского художественного фильма «За спичками») было фактически приурочено к 25-летию особых отношений СССР и Финляндии.

## Сюжет
Мультфильм состоит из трёх серий, в каждой из которых главный герой — лесовичок по прозвищу Дядюшка Ау — попадает в различные ситуации. Во всех сериях главного персонажа озвучил Народный артист РСФСР Василий Ливанов.

### Серия первая. «Дядюшка Ау»
В первой серии зритель знакомится с Дядюшкой Ау, который, в свою очередь, спорит с собственным отражением в зеркале, принимает ванну, а также знакомится с девочкой Риммой, её друзьями и приходит к ней на День рождения. В этой серии присутствует фрагмент другого мультфильма — «Каникулы Бонифация», который Римма с друзьями во время празднования Дня рождения смотрят по телевизору.

### Серия вторая. «Ошибка Дядюшки Ау»
Обнаружив на дереве возле дома семью воронов, главный герой, дабы доказать, что прежде их тут не было, принимает решение ревизовать опись своего имущества по книге, которая была оставлена ему дедушкой. Обнаружив недостачу упомянутого дедом зелёного дерева, Дядюшка Ау намеревается исправить расхождения с описью. Он сажает в кадку семечко из старых колдовских запасов и, ошибочно прочитав рецепт, поливает его вместо воды супом. В результате, в кадке выросло прожорливое и ненасытное «мясоедящее» дерево-чудовище, готовое съесть даже самого господина Ау. Но на помощь пришла девочка Римма с баллончиком аэрозоля против мух и тараканов.

### Серия третья. «Дядюшка Ау в городе»
В результате строительства город подступал всё ближе и ближе к лесу. Вначале Дядюшка Ау жил за городом, потом — в пригороде и, в конце концов, оказался в самом центре. Вот так однажды избушку Дядюшки Ау перенесли подъёмным краном на самый верх строящегося многоэтажного дома и встроили в квартиру. Старичок сталкивается со множеством бытовых электроприборов, которые, из-за неумения ими управлять и правильно понимать их назначение, кажутся ему пугающими и агрессивными. Ему непривычны городские шумы и музыка диско. Шокированный Дядюшка Ау после этого целый день приходил в себя.
Позже наступила новогодняя ночь, и поскольку в обязанности господина Ау входило запугивание людей, то он был должен выйти на улицу и всех перепугать. Но всё заканчивается не так, как предполагал старичок. Позже в сугробах господина Ау находят девочка Римма, мальчик Микка и их друг, мальчик помладше, и втроём они вытягивают его из сугроба. Потом Дядюшка Ау делает мыльные пузыри и даёт соломинки своим друзьям. Звучит финальная песня в исполнении Владимира Ферапонтова.

## Отличия от книги
- В отличие от книги, сюжет и количество персонажей укорочены. Отсутствуют сцены с нападением на бандитов, сауной, строительством дороги, строителями, таксистом и выглядывающими из окна преступниками, зато есть соседи-вороны, которых не было в книге, но они появляются только в серии «Ошибка дядюшки Ау» и в начале серии «Дядюшка Ау в городе» (процесс переноса избушки из леса).
- В мультфильме дети воспитанные и добрые (Римма делает всего два-три замечания, да и то только в одной серии), в книге же постоянно подшучивают над Дядюшкой Ау.
- В мультфильме дядюшка Ау остаётся в городе и этим всё заканчивается (кроме того, его избушка становится частью многоквартирного дома), в книге он лишь посещает город.
- В мультфильме дядюшка Ау пробует заговорить с манекеном Йоулупукки и кидает в витрину снегом, когда разговор не удаётся. В книге он обзывает манекен из магазина одежды фразой «Балды в окнах стоят», и после этого дядюшку Ау обливает водой разгневанный житель дома.
- В мультфильме дядюшка Ау умывается в тазу и лишь потом, случайно промочив одежду, идёт мыться в баню. В книге он сразу моется в бане.

## Роли озвучивали
| Актёр               | Роль                                         |
| ------------------- | -------------------------------------------- |
| Василий Ливанов     | Дядюшка Ау (вокал — Владимир Ферапонтов)     |
| Татьяна Решетникова | девочка Римма / друг Риммы и Микки / мышонок |
| Михаил Лобанов      | мальчик Микка                                |
| Бернгард Левинсон   | Ворон                                        |
| Анатолий Щукин      | Бобр / супное дерево                         |
| Светлана Крючкова   | соседка снизу                                |
| Александр Граве     | текст от автора / полицейский                |

## Съёмочная группа
- Авторы сценария — Эдуард Успенский, Ханну Мякеля
- Режиссёры — Иосиф Доукша, Майя Бузинова, Лидия Сурикова, Мария Муат
- Композитор — Александр Журбин
- Художники-постановщики — Ольга Гвоздёва, Борис Моисеев, Павел Петров
- Художники-мультипликаторы — Иосиф Доукша, Майя Бузинова, Борис Савин, Владимир Кадухин, Татьяна Молодова, Павел Петров, Раиса Карпинская
- Операторы — Александр Жуковский, Иосиф Голомб, Леонид Кольвиновский
- Монтажёры — Светлана Симухина, Любовь Георгиева
- Звукооператор — Виталий Азаровский
- Редактор — Алиса Феодориди
- Куклы и декорации изготовили — Александра Мулюкина, Галина Круглова, Людмила Насонова, Юрий Одинцов, Елена Покровская, Владимир Шафранюк
- Директор картины — Олег Кузнецов

## Награды
- 1979 — «Дядюшка Ау», первая премия на МФАФ в Тампере[1].
- 1981 — «Дядюшка Ау в городе», приз Московского молодёжного кинофестиваля[2].